# Juventus FBC
Juventus FBC – włoski klub piłkarski, mający swoją siedzibę w mieście Florencja, w środku kraju.

## Historia
Chronologia nazw:
- 1908: Juventus Foot-Ball Club 1908
- 1912: klub rozwiązano - został wchłonięty przez Libertas

Klub piłkarski Juventus Foot-Ball Club został założony we Florencji w 1908 roku. Na początku istnienia zespół grał spotkania przeważnie z innymi drużynami florenckimi. W 1911 startował w Seconda Categoria. W następnym 1912 roku został wchłonięty przez klub Libertas.

## Sukcesy

### Trofea międzynarodowe
Nie uczestniczył w rozgrywkach europejskich (stan na 31-05-2017).

### Trofea krajowe
| \| \| Zdobyte trofea w rozgrywkach Włoch (stan na: 31-05-2017) \| |                                                          |      |                      |
| Rozgrywki                                                         | Osiągnięcie                                              | Razy | Sezon(y)             |
| · Mistrzostwo                                                     | I miejsce                                                | 0    |                      |
| · Mistrzostwo                                                     | II miejsce                                               | 0    |                      |
| · Mistrzostwo                                                     | III miejsce                                              | 0    |                      |
| · Puchar                                                          | zdobywca                                                 | 0    |                      |
| · Puchar                                                          | finalista                                                | 0    |                      |
| II liga                                                           | I miejsce                                                | 0    |                      |
| II liga                                                           | II miejsce                                               | 0    |                      |
| II liga                                                           | III miejsce                                              | 0    |                      |
| II liga                                                           | ?.miejsce                                                | 1    | 1911 (grupa toscana) |
| Włochy                                                            | Zdobyte trofea w rozgrywkach Włoch (stan na: 31-05-2017) |      |                      |

## Stadion
Klub rozgrywa swoje mecze domowe na boisku Quercione (obecny park Cascine) we Florencji.